# سنت جانز (آنتیگوا و باربودا)

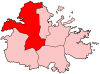

سنت جان پایتخت و بزرگ‌ترین و پرجمعیت‌ترین شهر کشور آنتیگوا و باربودا است. سنت جان با وجود پایتختی، شهری بسیار کوچک و کم جمعیت به‌طور کلی محسوب می‌شود.
سنت جان پایتخت و بزرگ‌ترین شهر آنتیگوا و باربودا، بخشی از هند غربی در دریای کارائیب است. سنت جان با ۲۲۲۱۹ نفر جمعیت، مرکز تجاری کشور و بندر اصلی جزیره آنتیگوا است.

## تاریخ
سکونتگاه سنت جان از زمانی که جزایر برای اولین بار در سال ۱۶۳۲ مستعمره شدند مرکز اداری آنتیگوا و باربودا بوده است و زمانی که کشور در سال ۱۹۸۱ به استقلال دست یافت، مقر حکومت شد.

## اقتصاد
سنت جان یکی از توسعه یافته‌ترین و جهانی‌ترین شهرداری‌ها در آنتیل کوچک است. این شهر به خاطر مراکز خرید و همچنین بوتیک‌هایش در سرتاسر شهر که جواهرات و لباس‌های مد می‌فروشند، مشهور است. سنت جان چندین بار در هفته گردشگران را از استراحتگاه‌های جزیره و کشتی‌های تفریحی که در بندر آن در هریتیج اسکله و اسکله ردکلیف پهلو می‌گیرند، جذب می‌کند. صنعت بانکداری سرمایه‌گذاری حضور پررنگی در این شهر دارد. موسسات مالی بزرگ جهان دفاتری در سنت جان دارند. بازاری در حاشیه جنوب غربی شهر وجود دارد که روزانه محصولات تازه، گوشت و ماهی تازه به فروش می‌رساند. کارخانه تقطیر رام (نوعی از مشروبات الکلی) آنتیگوا در سیتادل واقع شده است و تنها کارخانه تقطیر رام در جزیره است.

## جمعیت‌شناسی
اکثریت جمعیت سنت جان منعکس کننده جمعیت بقیه آنتیگوا است: مردمی آفریقایی و اجدادی مخلوط اروپایی-آفریقایی، با یک اقلیت اروپایی، از جمله بریتانیایی و پرتغالی. جمعیتی از عرب‌های مسیحی شامی نیز وجود دارند.

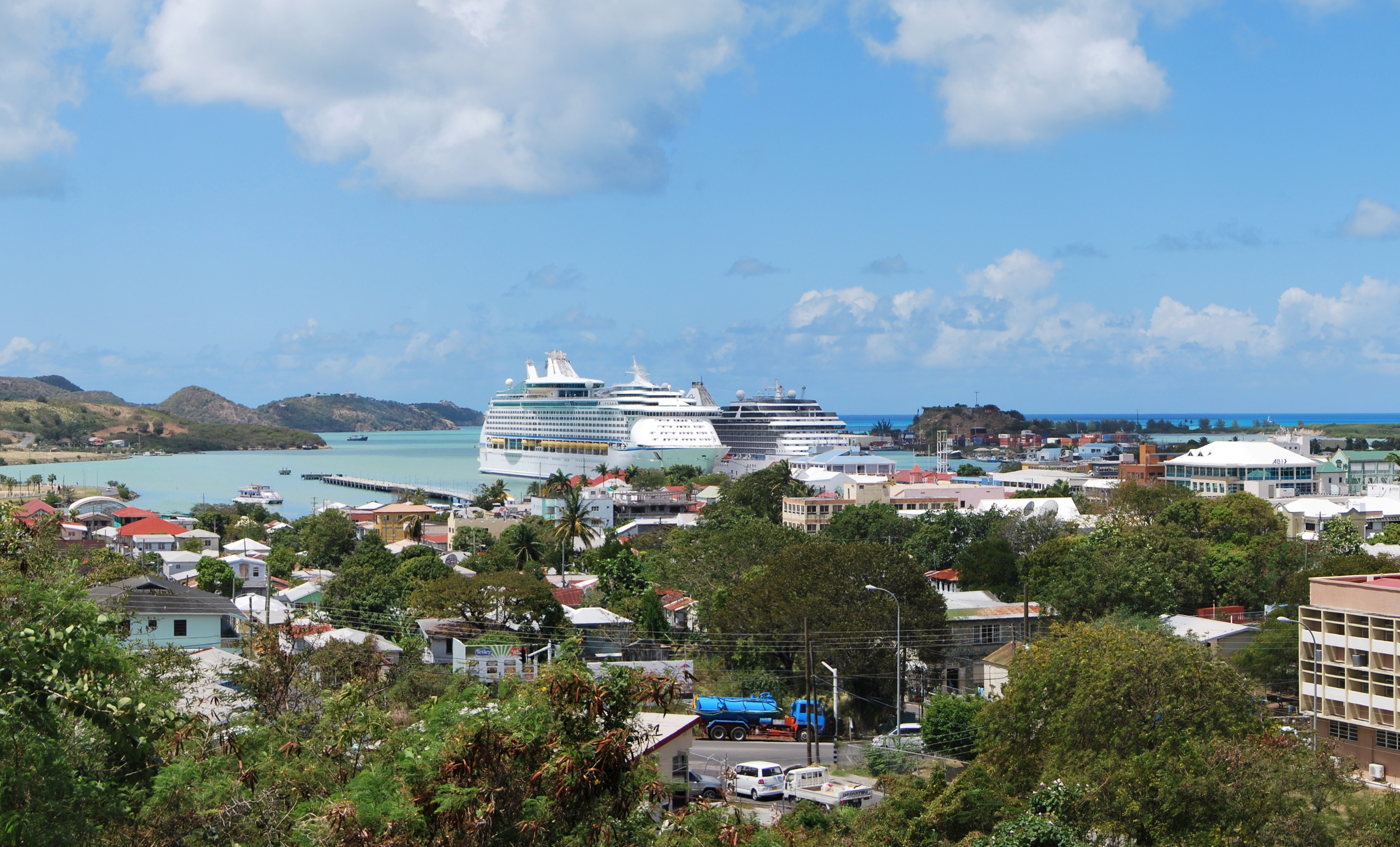

مرکز شهر، سنت جان

## دولت
ساختمان پارلمان آنتیگوا و باربودا
سنت جان محل پارلمان آنتیگوا و باربودا است. سنت جان پایتخت کلیسای سنت جان است.
اداره هوانوردی غیرنظامی کارائیب شرقی دفتر مرکزی خود را در جاده کارخانه در سنت جان دارد. سنت جان با محله والتام فارست در لندن، انگلستان، همزاد شده است.

### تقسیمات اداری
مناطق
مناطق (یا بخش‌های اصلی) بخش‌های اداری سطح دوم آنتیگوا و باربودا هستند. وقتی صحبت از تقسیم بخش‌های اصلی به میان می‌آید، سنت جان یک بخش اداری سطح اول در نظر گرفته می‌شود:
- مرکز شهر
- گرین بی
- نقطه
- تپه کوک
- مزرعه گری
- درخت آجیل
- کنتیش
- جاده دسوزا
- خیابان براونز
- ویلا
- برد رادیویی
- توسعه ساترلندز
- جاده قلعه بالا
- کوه مایکل
- پرنسس مارگارت
- قمار بالا